# 203

203(이백삼)은 202보다 크고 204보다 작은 자연수다.

## 수학
- 합성수로, 그 약수는 1, 7, 29, 203이다. 진약수의 합은 37이므로, 203은 부족수다.
  - 65번째 반소수다. 앞의 반소수는 202, 다음 반소수는 205다.
- 6번째 벨 수다. 앞의 벨 수는 52, 다음은 877이다.
- {\displaystyle 203=2^{2}+3^{2}+4^{2}+5^{2}+6^{2}+7^{2}+8^{2}}
  - 연속하는 자연수 7개의 제곱합으로 나타낼 수 있으며, 이 성질을 지닌 앞의 수는 140, 다음 수는 280이다.
- {\displaystyle 57^{2}-1}은 203으로 나누어떨어진다.

## 과학·기술
- NGC 203: 물고기자리 방향에 있는 렌즈형은하.
- HTTP 203 (Non-Authoritative Information→신뢰할 수 없는 정보): 서버가 요청을 성공적으로 처리했지만 다른 소스에서 수신된 정보를 제공하고 있음을 나타내는 HTTP 상태 코드.

## 교통

### 철도
- 서울 지하철 2호선 을지로3가역의 역번호.
- 부산 도시철도 2호선 해운대역의 역번호.

### 도로
- 국도 제203호선
  - 일본 203번 국도: 사가현 가라쓰시에서 사가시까지 이어지는 일본의 국도.
  - 중국 203번 국도
- 기타 도로
  - 현도 제203호선

## 군사
- U-203(영어판, 독일어판): 제2차 세계 대전에 사용된 나치 독일의 군용 잠수함.

## 문화유산
- 대한민국의 국보 제203호: 대방광불화엄경 주본 권6
- 대한민국의 보물 제203호: 청도 박곡리 석조여래좌상
- 대한민국의 사적 제203호: 파주 장릉

## 방송
- 스카이라이프의 KBS N 스포츠 채널 번호.
- B tv의 이벤트TV 채널 번호.
- U+ TV의 미국 경제 방송인 블룸버그 TV 채널 번호.
- LG헬로비전의 KBS 키즈 채널 번호.
- B tv 케이블의 OUN 방송대학TV 채널 번호.
- KT HCN의 TV조선2 채널 번호.

## 기타
- 날짜: 2월 3일
- 연도: 203년, 기원전 203년